# Ba-Pef
Ba-Pef is in de Egyptische mythologie een lagere god uit de onderwereld. De naam betekent letterlijk deze ba.
Het is niet bekend wat voor wezen of gedaante de Egyptenaren zich erbij voorstelden. Vermoedelijk ging het om een god van pijn en kommer. De vertaling van zijn naam betekent "deze of die ziel" en deze niet-gespecificeerde naam kan erop duiden dat men uit angst of wegens een taboe de echte naam niet durfde gebruiken. De verblijfplaats van Ba-Pef wordt in de Amdoeat, het boek van de onderwereld, genoemd, maar verdere bijzonderheden over deze godheid ontbreken.
In Gizeh werden in het graf van Meresanch III aanwijzingen voor een priesterschap voor Ba-pef gevonden in de tijd van het Oude Rijk. De betekenis van deze god schijnt echter nooit groot te zijn geweest.